# Max Hechenberger
Max Hechenberger (* 12. Dezember 1870 in Passau; † unbekannt) war ein deutscher  Orgelbauer.

## Leben
Max Hechenberger wurde als Sohn des Orgelbauers Martin Hechenberger geboren. Er erlernte den Orgelbauerberuf in der Werkstatt seines Vaters (seit 1861 Nachfolger von Georg Adam Ehrlich d. J; in der Passauer Altstadt Nr. 108). Um 1910 übernahm er diese. Sein Vater war in der Firma noch bis ins hohe Alter tätig und kümmerte sich vielfach um die Akquise.
Max Hechenberger konnte sich aber in der erdrückenden Wettbewerbssituation mit Ludwig Edenhofer nicht behaupten. Durch Ausbleiben von Aufträgen musste er sich anderweitig sein Auskommen verdienen: Er wurde als Händler für Maschinen tätig. Über sein weiteres Wirken ist heute nichts bekannt. Durch die Aufgabe des Orgelbaubetriebes wurde er 1918 wurde er letztmals erwähnt.